# Batman: Arkham Asylum
Batman: Arkham Asylum er et amerikansk action-videospil fra 2009, udviklet af Rocksteady Studios, i samarbejde med Warner Brothers. Spillet omhandler det fiktive fængsel Arkham Asylum fra Batman-tegneserierne.
Spillet fik mange af skuespillerne fra Batman: The Animated Series, til at vende tilbage til deres roller.

## Stemmer
- Kevin Conroy som Batman
- Mark Hamill som Jokeren
- Arleen Sorkin som Harley Quinn
- Tom Kane som James Gordon
- Kimberly Brooks som Barbara Gordon
- Fred Tatasciore som Bane
- Danny Jacobs som Victor Zsasz
- Steve Blum som Killer Croc
- Tasia Valenza som Poison Ivy